# Messingkuglen
Messingkuglen er en amerikansk stumfilm fra 1918 af Ben F. Wilson.

## Medvirkende
- Juanita Hansen som Rosalind Joy
- Jack Mulhall som Jack James
- Charles Hill Mailes som Homer Joy
- Joseph W. Girard som Spring Gilbert
- Harry Dunkinson